# Линейни кораби тип „Франческо Карачоло“
Франческо Карачоло (на италиански: Francesco Caracciolo) са серия италиански линейни кораби, които се строят в периода 1914 г. – 1920 г. Това трябва да бъдат първите италиански линкори, въоръжени с 381-мм оръдия на главния калибър. От заложените 4 единици спуснат на вода през 1920 г. е само главният кораб, „Франческо Карачоло“, дострояването на който впоследствие също е отменена.

## История на създаването и конструктивни особености
В течение на 1910 години в много страни, които строят линейни кораби-дредноути, се забелязва тенденция към увеличаване на калибъра на оръдията на главния калибър. Във Великобритания получават разпространение отначало 13,5-дюймовите (343 мм), а по-късно на корабите от типа „Куин Елизабет“ калибърът е доведен до 15 дюйма (381 мм). В САЩ и Япония новите линкори се проектират с оръдия калибър 14 дюйма (356 мм).
Всичко това не може да не даде тласък към създаването на аналогични кораби и в италианския флот. 6 линкора от типовете „Андреа Дория“ и „Конте ди Кавур“ имат оръдия с калибър 12 дюйма (305 мм) и вече започват морално да остаряват. За да се издигне престижа на страната, са необходими спешни мерки за строителството на собствени свръхдредноути. Значителна роля при приемането на решението за строителството на линкорите с по-голям калибър на ГК, изиграва традиционното съперничество с Австро-Унгария: австро-унгарският флот има намерение, от юли 1914 г., да пристъпи към построяването на серия линкори с 10 350-мм оръдия. През 1913 г. главният корабостроител на флота, контраадмирал Едуардо Ферати, предлага на морското ведомство проект за свръхдредноут с водоизместимост от 29 000 тона с дванадесет 381-мм оръдия на главния калибър и двадесет 152-мм противоминни оръдия. Обаче проектът се оказва прекомерно скъп (120 милиона лири) и от него, в крайна сметка, се отказват.
След разглеждането на четири варианта, в окончателния си вид дредноутът има 8 381-мм и 12 152-мм оръдия и според основните си параметри съответства на британския „Куин Елизабет“. С английския линкор има и външна прилика, в частност, линейно-терасовидното разположение на кулите на ГК в краищата. От „чисто италианските“ черти присъстват широко разнесените комини, гладкопалубният силует и необичайно раздалечените една от друга кули на ГК. Симетричното разположение на кулите и надстройките, също характерно за италианската корабостроителна школа, трябва силно да затруднява противника в определянето на направлението на движение на линкора.
Най-същественото отличие се явява високата скорост на кораба – до 25 възела при нормална мощност и 28 възела при форсиран режим на машините. По този начин, „Франческо Карачоло“ се явяват първите в света представители на класа на бързоходните линкори. Сравнимите с тях, според комплексните си характеристики, японски линкори от типа „Нагато“, а също и германските „Макензени“ и „Ерзац Йорк“, формално отнасящи се към линейните крайцери (според германската терминология – големи крайцери), са заложени 2 – 3 години по-късно.

## Строителство
4 нови, планирани за построяване, линкора са включени в списиците на италианския флот на 3 май 1914 г. Названията си корабите получават в чест на знаменити италианци: адмирала принц Франческо Карачоло, генуезския мореплавател, първооткривателя на Америка Христофор Колумб, генерал-адмиралите Франческо Моросини и Маркантонио II Колона. В промеждутъка от 12 октомври 1914 г. до 27 юни 1915 г. всичките четири единици са заложени в различни корабостроителници.
Първите три кораба се планира да бъдат въведени в строй през 1917 г., а четвъртия през 1918 г. Тези планове нямат късмет да се осъществят. През май 1915 г. Италия встъпва в Първата световна война на страната на Антантата и значителна част от силите и средствата ѝ е пренасочена към строителството на нови разрушители, крайцери, катери в ущърб на строителството на линкорите.
Работите по главния „Франческо Карачоло“ и „Кристофоро Коломбо“ са прекратени през март 1916 г., когато на стапела за строителството на „Карачоло“ вече са поставени 9000 тона метал. Неговата готовност по корпус съставлява 12,5%, по енергетичната установка – 5%, по другите конструкции – не повече от 5,5%. На „Франческо Моросини“ и „Маркантонио Колона“ работите са спрени скоро след началото на строежа.
През октомври 1919 г. построяването на „Карачоло“ е продължено. За седем месеца корпусът на кораба е окончателно формиран и на 12 май 1920 г., пред огромна тълпа от зрители, корабът слиза във водата. Обаче финансовите трудности и следвоенните проблеми не позволяват да се въведе кораба в строй. Отначало възниква идеята той да се дострои като авионосен кораб, но в крайна сметка на 25 октомври 1920 г. корпусът е продаден на компанията „Навигационе Дженерале Италиана“ за преправянето му в товаро-пасажерски лайнер с водоизместимост 31 000 т. (вместимост 25 300 брт), мощност на ЕУ 17 000 к.с. и скорост 16,5 възела. Обаче, и този проект не е реализиран и скоро корабът е предаден за разкомплектоване. На 2 януари 1921 г. всичките четири италиански свръхлинкора са изключени от списъците на флота. Произведените за линкорите 381-мм оръдия са поставени на мониторите, които се използват под Карсо и Хермадой.

## Представители на проекта[1]
| Название                                    | Корабостроителница                                  | Дата на залагане | Дата на спускане на вода | Дата на влизане в състава на флота | Съдба                                                                     |
| ------------------------------------------- | --------------------------------------------------- | ---------------- | ------------------------ | ---------------------------------- | ------------------------------------------------------------------------- |
| „Франческо Карачоло“ (Francesco Caracciolo) | Държавна корабостроителница в Кастеламаре ди Стабия | 12.10.1914 г.    | 12.05.1920 г.            | недостроен г.                      | На 02.01.1921 г. изключен от списъците на флота, разкомплектован за метал |
| „Франческо Моросини“ (Francesco Morosini)   | „Одеро“                                             | 27.06.1915 г.    | -                        | недостроен                         | На 02.01.1921 г. изключен от списъците на флота, разкомплектован за метал |
| „Кристофоро Коломбо“ (Cristoforo Colombo)   | „Одеро“                                             | 14.03.1915 г.    | -                        | недостроен                         | На 02.01.1921 г. изключен от списъците на флота, разкомплектован за метал |
| „Маркантонио Колона“ (Marcantonio Colonna)  | „Ансалдо“                                           | 03.03.1915 г.    | -                        | недостроен                         | На 02.01.1921 г. изключен от списъците на флота, разкомплектован за метал |